# プレオドリナ
プレオドリナ Pleodorina は、ボルボックスに似た群体を作る緑藻類。群体を形成する細胞に2形があり、小さい細胞が前方に配置する。ヒゲマワリとも。

## 特徴
等長鞭毛を先端に2本持つ細胞が放射状に並んで球形の細胞群体を形成する。個々の細胞はほぼ球形で葉緑体を持つ。眼点が1個あるが、前方の細胞のものほど大きく、後方のものでは欠いているものもある。群体は全体としてゼラチン質に覆われる。ゼラチン質には細胞ごとを仕切る構造などはない。群体の大きさは P. californica で300μmになる。
群体の前方の細胞は後方のものよりはっきりと小さい。例えば P. californica の場合、前方の1/3-1/2の細胞が非生殖性で小さく、生殖性の細胞の径は12μmで、これは非生殖性細胞の2倍ないし3倍の大きさである。また非生殖細胞の葉緑体にはピレノイドは1つであるが、生殖細胞では複数ある。なお、この様な細胞の差異は幼い群体では区別出来ず、成長に連れて次第にはっきりしてくる。
和名はヒゲマワリだが、岡田他(1965)はこれを P. californica の種名としているのに対し、水野(1964)は、これを属の和名として認めるものの、種名については学名の表記のみとしている。

## 生態等
池沼や、田圃などに見られるが、比較的希である。P. californica については、春から夏に出現する。

## 生殖
前方の小型細胞は生殖に関わらず、後方の大きい細胞のみが関与する。有性生殖では、異形配偶子接合を行う。この際、群体により雌雄の別が出来る。雄性の群体では個々の細胞が分裂を行い、多数の精子が束になったような形の精子束が形成され、その後に個々の精子が泳ぎ出す。雌性の群体は通常の群体と同じで、そこに精子がやってくると接合が行われる。接合子は休眠状態になり、赤褐色を呈する。

## 分類
本属とよく似たものにユードリナ属 Eudorinaがあるが、群体を構成する細胞にほとんど差がないこと、非生殖細胞が分化していないことで区別する。ただし、本属のものも群体が幼い内は細胞間に大きさの差が無く、判別が難しい場合がある。また本属をユードリナ属に含める説もある。
以下のような種が知られる。日本には3種がある。P. californicaが古くから知られたもので、P. japonicaは日本特産で、非生殖細胞の割合がより小さい（1/5-1/4）ことで区別される。静岡県富士市の水田で発見された。水野(1964)は P. illinoiensis を上げているが、水野・高橋(1991)はこれをユードリナ属に含めている。この種は32ないし64個の細胞からなる細胞群体を作り、その最前列の細胞が後方のものより遙かに小さく、この点で本属の特徴を持つが、この小型細胞が生殖に関わらない場合と関わる場合があり、完全に非生殖細胞となっていない点で異なるとの判断である。ただしこの種はより最近の文献ではやはりプレオドリナ属とされている。なお、近年の系統研究によると、本属の種は系統樹の上ではユードリナ、ボルボックスとの間で入れ子になった部分があり、本属は単系統ではないとの結果が出ている。
- Pleodorina
  - P. californica
  - P. illinoiensis
  - P. indica
  - P. japonica